# The Mind
The Mind est un jeu de société coopératif de Wolfgang Warsch sorti en 2018. Il a remporté l'As d'or du jeu de l'année 2019.

## Présentation
Dans sa version originale allemande, le jeu est édité par Nürnberger-Spielkarten-Verlag. Il est édité en France par Oya.
Le but du jeu pour l'ensemble des joueurs est de défausser les cartes dans l'ordre croissant. Il n'y a donc pas d'ordre de tour, les joueurs jouent dès qu'ils pensent posséder la carte la plus faible. Durant la partie, les joueurs ne peuvent ni parler ni communiquer par geste.
Une partie complète se joue en 8, 10 ou 12 niveaux respectivement à 2, 3 ou 4 joueurs; le nombre de cartes distribuées à chaque joueur en début de manche correspond au numéro de la manche en cours, la première manche se joue donc avec une seule carte par joueur.
Il est souvent considéré comme un OCNI (objet culturel non identifié) ou OLNI (objet ludique non identifié).

## Jeux dérivés
| Année | Titre original       | Titre français      | Auteur          | Commentaire                                                               |
| ----- | -------------------- | ------------------- | --------------- | ------------------------------------------------------------------------- |
| 2019  |                      |                     | Wolfgang Warsch |                                                                           |
| 2019  | The Mind Extreme     | The Mind Extrême    | Wolfgang Warsch | La défausse est composée de 2 piles : une croissante et une décroissante. |
| 2023  | The Mind : Soulmates | The Mind - Le Devin | Wolfgang Warsch | Les cartes sont jouées face cachée; un joueur voit une partie des cartes. |

## Récompenses
| Année | Cérémonie        | Catégorie                                | État        | Références |
| ----- | ---------------- | ---------------------------------------- | ----------- | ---------- |
| 2018  | Golden Geek      | Party game, Jeu coopératif, Jeu de carte | Récompensé  | [ 5 ]      |
| 2018  | Spiel des Jahres | Jeu de l'année                           | Sélectionné | [ 6 ]      |
| 2019  | As d'or          | Jeu de l'année                           | Récompensé  | [ 4 ]      |